# Килппер, Томас
Томас Килппер (нем. Thomas Kilpper, 1956, Штутгарт) — немецкий художник. Живёт и работает в Берлине.

## Биография
Томас Килппер родился в 1956 году в Штутгарте. В конце 70-х он учился в Дюссельдорфской академии художеств, а также изучал искусство в академиях Нюрнберга и Франкфурта. В 80-х он оставляет искусство и уходит в политический активизм. После падения Берлинской стены, разочаровывается в политике и вновь возвращается к искусству.
Томас Килппер известен своими политическими и художественными интервенциями в городское пространство, а также работами в одном из направлений современного искусства — сайт-специфик (англ. site-specific — связанный с местом). Его интересуют исторические здания, где происходили различные важные политические или общественно-значимые события. В полу он вырезает масштабные рельефные блоки, затем из этих изображений производит широкоформатные принты.
Одним из первых опытов такого рода ксилографии была работа в Camp King в окрестностях Франкфурта. В этом здании после 1945 года спецслужбы США проводили допросы нацистов, а ранее там же допрашивали летчиков союзнических войск. Томас вырезал огромную гравюру в полу, распечатал и повесил баннер на фасад здания. На гравюре можно прочитать историю этого здания с комментариями самого художника.
В 2011 году на Венецианской биеннале он представил «Павильон для свободной революционной речи», который включал в себя «уголок оратора», а также ксилографии художника. Проект был представлен в датском павильоне. На деревянном полу павильона Килппера были вырезаны 33 портрета известных в обществе людей, в их числе политики, предприниматели, известные в Дании и в других странах медиа-персоны. Их, как считает Килппер, объединяет прямая или косвенная поддержка цензуры и ограничения свободы самовыражения. Выставка понравилась не всем. Во многом критика была связана именно с тем, что сделанные художником портреты, были вырезаны в полу: некоторые политики и общественные деятели были недовольны тем, что их портреты посетители топчут ногами. В «уголке оратора» художник предлагал каждому высказать в большой цветной рупор. На открытии биеннале художники вещали в этот громадный мегафон, высказать свои самые важные мысли могли также посетители.
Ещё один важный проект художника называется «Маяк на Лампедузе». Это проект в жанре сайт-специфик, инициированный в 2009 году, в котором Килппер обращается к проблеме иммиграции и трагической гибели тысяч беженцев. Ежегодно десятки тысяч беженцев в переполненных лодках добираются до маленького итальянского островка Лампедуза, на юго-западе Сицилии всего в 70 милях от Тунисского побережья. И ежегодно многие сотни из них не достигают своей цели и тонут в Средиземном море. Далеко от границ Европы, которая является одновременно и крепостью, и безопасным (и, возможно, многокультурным) убежищем, предлагающем защиту от политических преследований и бедности. Согласно данным итальянских НПО, больше 20 тыс. человек погибло с 1998 года по 2013 год, и, начиная с 2009 года, почти все такие лодки отправляются назад полицией или военными. У Томаса Килппера возникла идея воздвигнуть маяк на Лампедузе чей яркий луч света не только стал бы символом приветствия, но и обеспечил бы ориентацию, чтобы помочь спасти жизни тех беженцев, что пытаются добраться до острова. На протяжении нескольких лет Килппер выступал за строительство такого маяка совместно с архитекторами, инженерами и местными жителями. Этот маяк также мог бы стать и культурным центром, как для обитателей Лампедузы, так и для посетителей острова. В рамках подготовки проекта Килппер остался на острове, чтобы наладить контакты с местными жителями и заодно построить модель из фрагментов лодок иммигрантов. Он задокументировал на фото и видео высадку иммигрантов, кладбище лодок, ежедневную жизнь на Лампедузе, а также интервью с мигрантами, местными властями и обитателями острова.